# Giardino botanico Alpinia

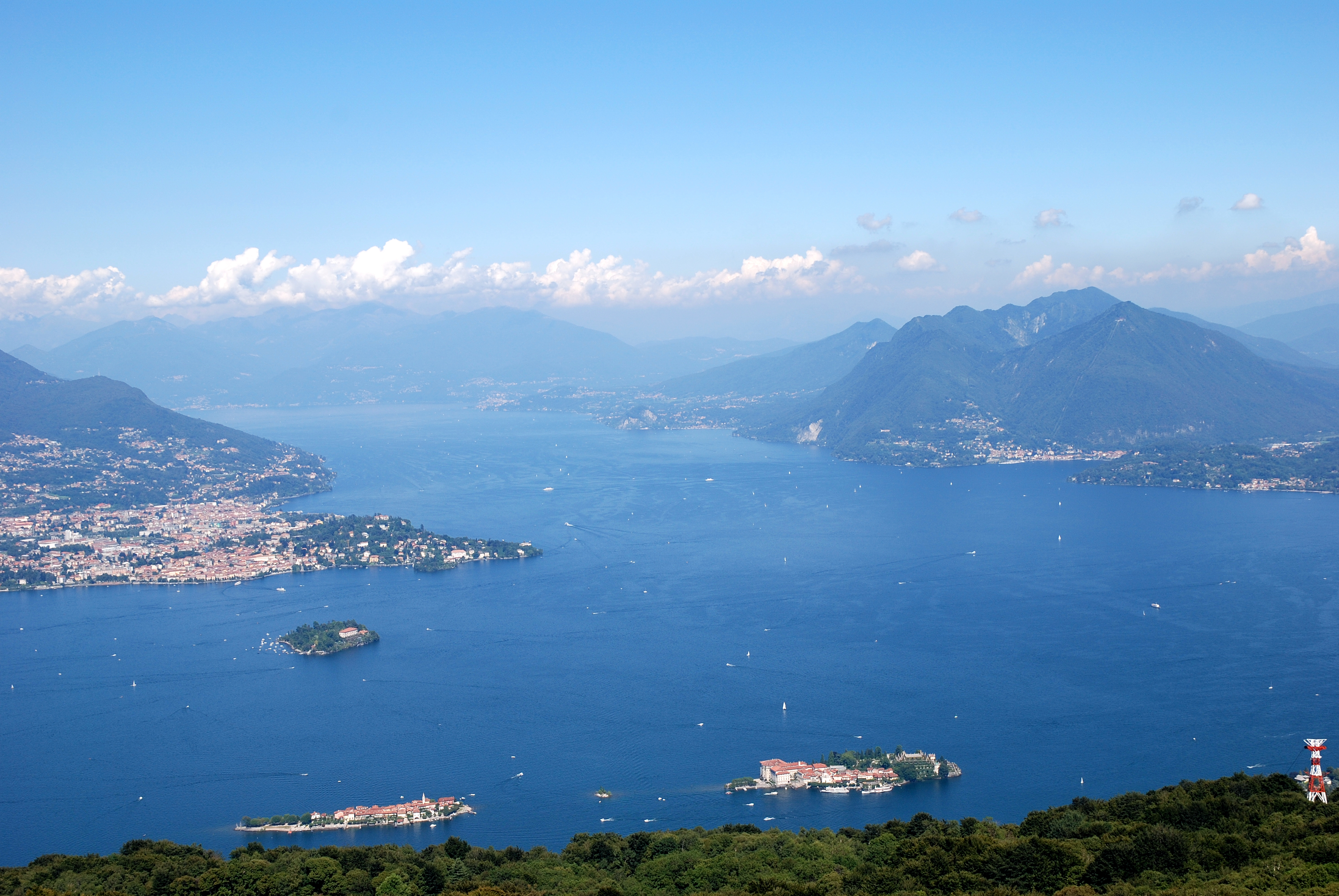
Monte Mottarone zwischen Lago Maggiore und Ortasee oberhalb von Stresa, Blick auf Verbania und die Borromäischen Inseln

Der Giardino botanico Alpinia befindet sich in der Ortschaft Alpino (Fraktion von Stresa), an den Hängen des Mottarone mit Blick auf das Westufer des Lago Maggiore mit Blick auf den Borromäischen Golf. Der Botanische Garten umfasst eine Fläche von ca. 4 Hektar und beherbergt mehr als 1000 botanische Arten aus den alpinen und subalpinen Höhenzügen sowie aus dem Kaukasus, China und Japan.

## Geschichte
Der Alpinia-Garten (bis zum Fall des faschistischen Regimes Duxia genannt) wurde 1934 offiziell von Igino Ambrosini und Giuseppe Rossi gegründet. Zum Zeitpunkt seiner Einweihung ist er eines der ersten Beispiele eines botanischen Alpengartens in Italien, was ihm zusammen mit der Wertschätzung internationaler Naturforscher und Botaniker sofort Bekanntheit verleiht.

„Ho visto dove Duxia nasce, ho visto molti bei luoghi d'Europa e d’America, dichiaro che il belvedere dell’Alpino è il più bello del mondo. Mi hanno detto che esagero, nego l’esagerazione.“

Der Garten befindet sich in einem Panoramabereich von seltenem Wert. Er bietet einen natürlichen Balkon mit weitem Blick auf den Lago Maggiore und die Borromäischen Inseln sowie auf einige Gipfel des Nationalparks Val Grande wie die Lepontinischen Alpen, den Monte Disgrazia, Grigna und den Monte Legnone.
Im Inneren des Gartens befindet sich eine Quelle, die dem Naturforscher Marco De Marchi, dem Gründer des Hydrobiologischen Instituts (italienisch Istituto di ricerca sulle acque) von Pallanza, gewidmet ist.

## Ziele
Einige Gründungszwecke in den Worten von Igino Ambrosini
- Verhindern, dass dieser sehr einzigartige Ort für private Bauten verkauft wird, um ihn dem öffentlichen Genuss zu entziehen, wie dies bereits in vielen Panoramaorten von Alpino geschehen ist
- Bildung einer Sammlung von Pflanzen, die ein Objekt des ästhetischen Genusses darstellt, das Leben der Bergpflanzen und ihre Verwendung bekannt machen
- Bilden – wegen der gleichzeitigen Aussicht und der Existenz eines Alpengartens – eine einzigartige Touristenattraktion für Italiener und Ausländer

## Vorhandene Arten
- Abies nordmanniana
- Acer pseudoplatanus
- Artemisia spp.
  - A. atrata
  - A. borealis
  - A. campestris
  - A. chamaemelifolia
  - A. genipi
  - A. umbelliformis
  - A. vallesiaca
- Arundo donax
- Betula pubescens
- Caltha palustris
- Campanula spp.
  - C. bononiensis
  - C. excisa
  - C. glomerata
  - C. spicata
  - C. thyrsoides
- Centaurea spp.
  - C. bracteata
  - C. cyanus
  - C. montana
  - C. phrygia
  - C. scabiosa
  - C. triumfetti
- Cotoneaster horizontalis
- Cotoneaster lactea
- Cytisus scoparius
- Dianthus spp.
  - D. alpinus
  - D. carthusianorum
  - D. seguieri
  - D. sylvestris
- Erygium giganteum
- Fagus sylvatica
- Frangula alnus
- Fraxinus excelsior
- Geranium
  - G. argenteum
  - G. macrorrhizum
  - G. phaeum
  - G. pratense
  - G. sanguineum
  - G. sylvaticum
- Heracleum mantegazzianum
- Iris pseudacorus
- Iris sibirica
- Juniperus communis
- Laburnum anagyroides
- Lythrum salicaria
- Myosotis scorpioides
- Rhodotypos kerrioides
- Salix spp.
- Scirpus sylvaticus
- Silene
  - S. alpestris
  - S. dioica
  - S. rupestris
  - S. saxifraga
  - S. vallesia
- Silphium perfoliatum
- Sorbus aria
- Sorbus aucuparia
- Typha latifolia